# 草加市立中央公民館
草加市立中央公民館（そうかしりつちゅうおうこうみんかん）は、埼玉県草加市にある公民館。

## 概要
1981年（昭和56年）10月開館。それまでの中央公民館は、高砂二丁目（草加駅東口付近）にあった旧草加市役所の場所に所在し、市役所が現在地（高砂一丁目）に移転した際に、その旧役所の第1分室（会議室）を中央公民館として改修して1966年（昭和41年）9月に開館した。その後施設が老朽化したため、現在地に総工費9億3800万円をかけて鉄筋コンクリート造（一部鉄骨鉄筋コンクリート造）3階建てで新築した。延床面積は4497.91 m2である。
草加市の中央地に位置し、草加市でもっとも大きな社会教育施設である。そのホールでは連日、数多くの地域密着型のイベントが行われる。秋には「中央公民会まつり」なども催される。
昨今は草加市自体の年齢層上昇、高齢者および予備軍による利用割合が増えてきたため、利用者の年齢層は周辺他市の公共中央ホール施設に比べ高くなっている。
また、館内に公民館図書室を併設している。なお、草加市内にある類似施設として草加市文化会館ホールがある。

## 特徴
草加駅から徒歩10分の距離にあるにもかかわらず、市北東側の閑散地に立地しているため、駐車場も多く、施設内も広い。コンサートや、演劇のほか、各クラブ活動やサークル活動に利用されており、草加市民の憩いの場となっている。埼玉近市連携活動で近隣とも共創しているため、八潮市、越谷市、三郷市、吉川市民も利用可能となっており、周辺地域の文化活動の中心となっている。
草加市民25万人、越谷市民35万人、八潮市民9万人、三郷市民14万人、吉川市民7万人の利用者母体がある。

## 施設概要
開館時間は9:00～21:30。休館日は年末年始（12月29日から1月3日まで）以外は無休。ただし、臨時休館あり。
| 区分           | 定員  | 備考 |
| -------------- | ----- | ---- |
| ホール         | 415人 |      |
| 第1会議室      | 46人  |      |
| 第2会議室      | 24人  |      |
| 第3会議室      | 26人  |      |
| クラブ室       | 18人  |      |
| 和室研修室     | 35人  |      |
| 調理室         | 40人  |      |
| 第1体育室      | 167人 |      |
| 第2体育室      | 84人  |      |
| 視聴覚室       | 60人  |      |
| 美術工芸室     | 20人  |      |
| 第1講座室      | 54人  |      |
| 第2講座室      | 37人  |      |
| 図書室         | -     |      |
| 保育室         | -     |      |
| 市民ギャラリー | -     |      |

## 住所
- 340-0014 埼玉県草加市住吉2丁目9−1

## 交通アクセス
- 東武伊勢崎線（東武スカイツリーライン）草加駅東口下車、徒歩10分